# Colne (Yorkshire de l'Ouest)
La Colne est une rivière du Yorkshire de l'Ouest, dans le nord de l'Angleterre, formée par la confluence, près de Marsden, de deux ruisseaux prenant naissance dans les Pennines. Elle s'écoule en direction de l'est en traversant la vallée de Colne et Huddersfield jusqu'à Cooper Bridge où il se jette dans la rivière Calder . 

## Hydrographie
Des ruisseaux formés par les eaux de pluie (entre 300 et 480 mètres d'altitude) dans les Pennines du Yorkshire de l'Ouest, coulent le long des collines à travers des petits vallons connus localement sous le nom de cloughs pour remplir les réservoirs March Haigh et Redbrook. Les ruisseaux Haigh et Redbrook continuent dans la vallée alimentés par d'autres affluents, jusqu'à ce qu'ils convergent vers un endroit pittoresque appelé Close Gate Bridge où se forme la rivière Colne. 
La rivière coule d'ouest en est à travers la vallée de la Colne en passant par Marsden, Slaithwaite et Milnsbridge jusqu'à Huddersfield, puis jusqu'à Cooper Bridge où elle se jette dans la rivière Calder.  
Ses affluents sont le ruisseau Wessenden, le ruisseau Bradley, le ruisseau Crimble, le ruisseau Mag, le ruisseau Fenay, la digue New Mill et la rivière Holme. 

## Histoire
La vallée de la Colne était célèbre pour la production de tissus de laine et de coton, considérés de très bonne qualité en raison des eaux douces et acides de la Colne et des ruisseaux qui traversent les vallées latérales (cloughs) depuis landes de tourbe situées plus haut. 